# Maurizio Randazzo
Maurizio Randazzo (Santa Caterina Villarmosa, 1 de marzo de 1964) es un deportista italiano que compitió en esgrima, especialista en la modalidad de espada.
Participó en tres Juegos Olímpicos de Verano, obteniendo en total dos medallas de oro, ambas en la prueba por equipos, en Atlanta 1996 (junto con Sandro Cuomo y Angelo Mazzoni) y en Sídney 2000 (con Paolo Milanoli, Alfredo Rota y Angelo Mazzoni), y el quinto lugar en Barcelona 1992, también por equipos.
Ganó cinco medallas en el Campeonato Mundial de Esgrima entre los años 1985 y 1997.

## Palmarés internacional
| Juegos Olímpicos   | Juegos Olímpicos            | Juegos Olímpicos  | Juegos Olímpicos   |
| Año                | Lugar                       | Medalla           | Prueba             |
| ------------------ | --------------------------- | ----------------- | ------------------ |
| 1996               | Atlanta (Estados Unidos)    | Medalla de oro    | Espada por equipos |
| 2000               | Sídney (Australia)          | Medalla de oro    | Espada por equipos |
| Campeonato Mundial |                             |                   |                    |
| Año                | Lugar                       | Medalla           | Prueba             |
| 1985               | Barcelona (España)          | Medalla de plata  | Espada por equipos |
| 1986               | Sofía (Bulgaria)            | Medalla de bronce | Espada por equipos |
| 1990               | Lyon (Francia)              | Medalla de oro    | Espada por equipos |
| 1993               | Essen (Alemania)            | Medalla de oro    | Espada por equipos |
| 1997               | Ciudad del Cabo (Sudáfrica) | Medalla de bronce | Espada por equipos |